# Pedicularis centranthera
Pedicularis centranthera är en snyltrotsväxtart som beskrevs av Asa Gray. Pedicularis centranthera ingår i släktet spiror, och familjen snyltrotsväxter. Inga underarter finns listade i Catalogue of Life.